# Ludwig von Brügge

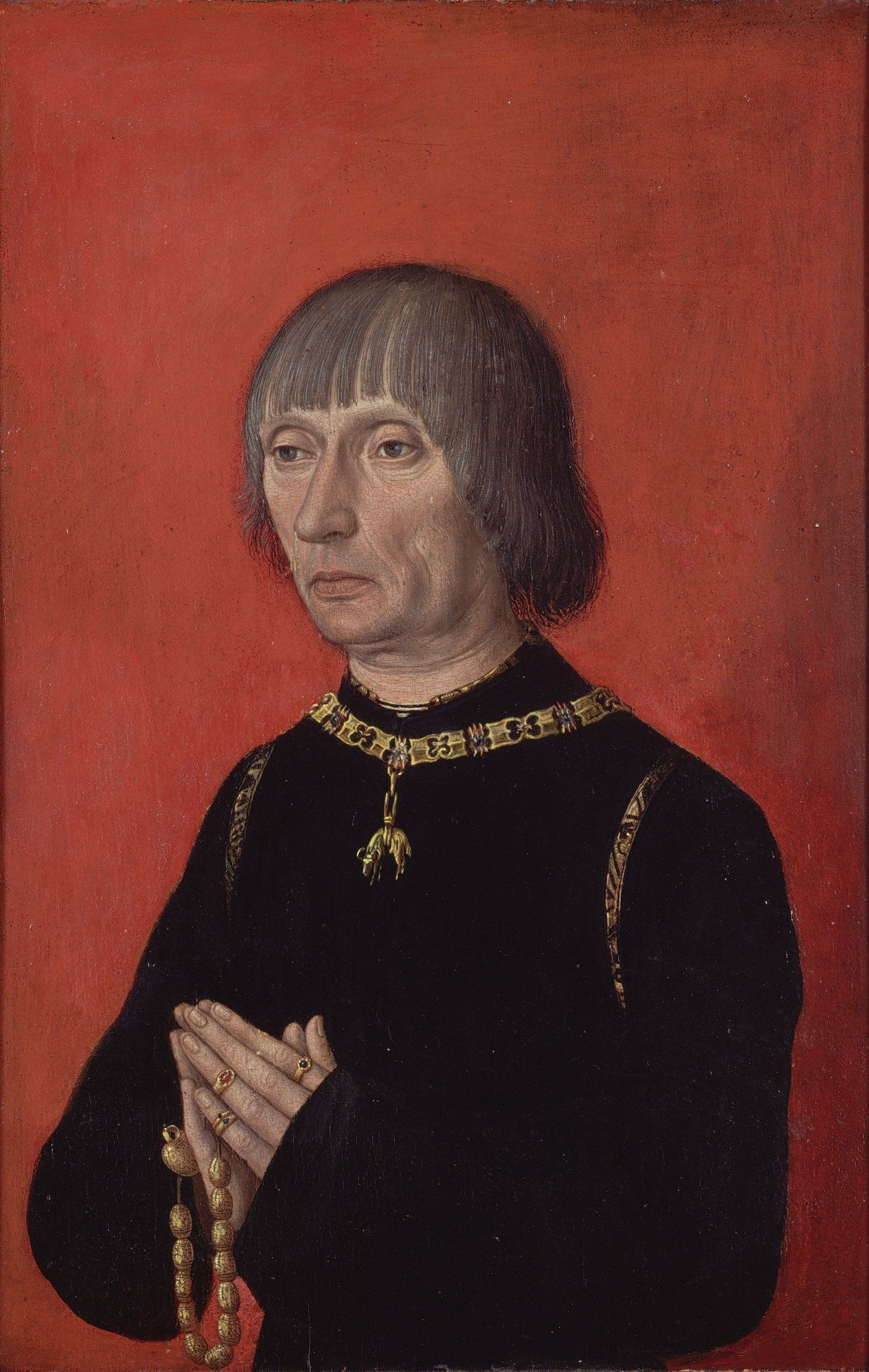
Ludwig von Brügge, Groeningemuseum, Brügge (Meister der Fürstenbildnisse, um 1500)

Ludwig von Brügge (* wohl 1427; † 26. November 1492 in Brügge), auch Ludwig von Gruuthuse genannt (niederländisch Lodewijk van Gruuthuse, englisch Lewis of Bruges), war Fürst von Steenhuise und Herr von Gruuthuse, ein flämischer Adliger, Höfling und Bibliophiler. Von 1462 bis 1477 war er Statthalter von Holland und Seeland. 1472 wurde er vom englischen König Eduard IV. zum Earl of Winchester ernannt.

## Der Politiker
Ludwig entstammte einem Patriziergeschlecht aus Brügge. Er wurde wohl 1427 als einziger Sohn von Johann IV. von Gruuthuse († nach 1438) und Margarete von Steenhuise, Frau von Avelgem, geboren. 1443, 1444, 1447 und 1450 nahm er am jährlichen Witte-Beer-Turnier in Brügge teil, bei dem er oft einen der Preise gewann. Dabei fiel er Herzog Philipp dem Guten auf, der ihn 1449 zu seinem Mundschenk machte. Ab jetzt lebte Ludwig in der unmittelbaren Umgebung des Burgunders.
Während des Salzkriegs mit der Stadt Gent versah Ludwig ab 1452 das Amt des Kapitäns von Brügge, war im Frühjahr 1453, bei Philipps Feldzug gegen die Stadt, einer der Kommandeure. Am 23. Juli 1453 wurde er (anlässlich der Schlacht von Gavere, die für Gent zur Katastrophe wurde) zum Ritter geschlagen.

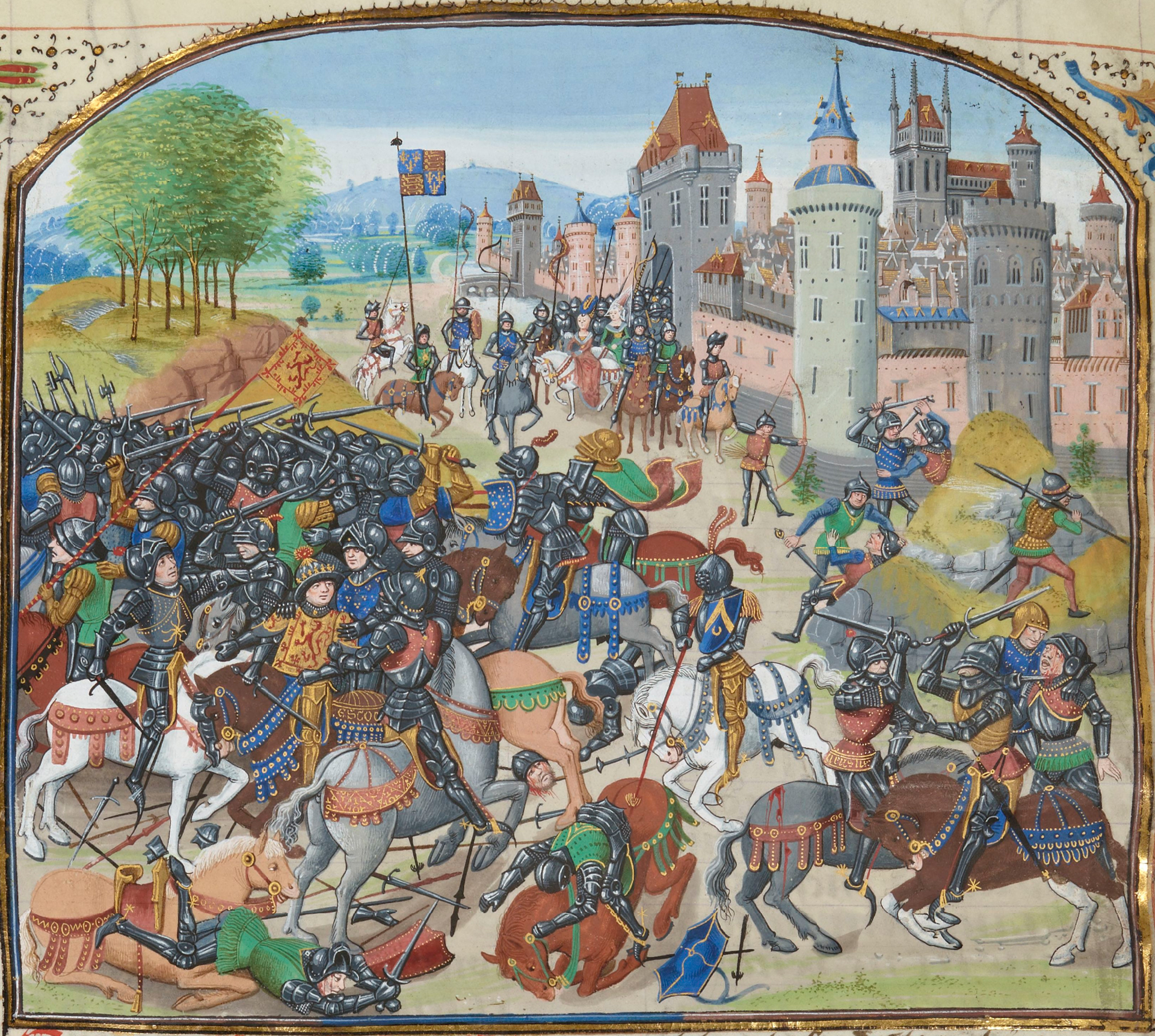
Schlacht von Neville’s Cross aus Ludwigs Froissart, Brügge 1470er Jahre

1454 wurde er vom Herzog beauftragt, die Hochzeit zwischen Philipps Sohn Karl und Margareta von York zu arrangieren, der Schwester des englischen Königs Eduard IV., die dann aber nicht zustande kam, weil Philipp sich für Isabelle de Bourbon als Ehefrau seines Sohnes entschied (Karl heiratete Margareta dann 1468 doch noch). Um 1455 heiratete er selbst Margareta von Borsselen († 29. August 1510), die Tochter von Heinrich II. von Borsselen (Haus Borsselen).
1461 wurde Ludwig in den Orden vom Goldenen Vlies aufgenommen. 1465 bis 1477 war er Statthalter von Holland, Seeland und Friesland (das zu jener Zeit gar nicht zum Herrschaftsbereich Burgund gehörte) mit Sitz in Den Haag. Im Winter 1470/71 war er Gastgeber des Königs Eduard IV. im Exil, wofür er nach dessen Rückkehr nach England am 13. Oktober 1472 den erblichen Titel eines Earl of Winchester erhielt. Der Titel war mit einer Geldrente verbunden, aber berechtigte ihn als Ausländer ausdrücklich nicht, am englischen Parlament teilzunehmen. Darüber hinaus trug er den Titel eines Fürsten von Steenhuise, den er von seinem Großvater mütterlicherseits geerbt hatte, war Herr von Avelgem, Spiere, Hamstede, Oostkamp, Thielt-ten-Hove und Beveren.
Herzog Philipp der Gute starb 1467, ihm folgte sein Sohn Karl der Kühne, und Ludwig wurde einer der Vertrauten des neuen Herzogs, und nach dessen Tod 1477 auch der Erbin Maria von Burgund, die ihn zum Kammerherrn ihres Sohnes Philipp machte. Nach Marias Tod 1482 geriet er mehr als einmal in Konflikt mit Maximilian von Österreich, dem Vater seines Schützlings Philipp, was seine letzten Jahre deutlich überschattete: 1485 bis 1488 war er wegen Felonie in Haft und war sein Besitz beschlagnahmt. Ludwig starb am 26. November 1492 in seinem Palast in Brügge, heute Sitz des Groothusemuseums. Er wurde in der Liebfrauenkirche bestattet.

## Der Kunstmäzen und Büchersammler

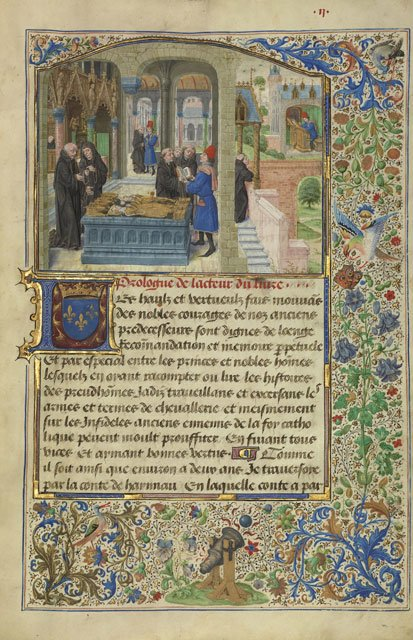
Auftrag von Ludwig von Brügge: Illuminierte Handschrift der Abenteuer des Gillion de Trazegnies, illustriert von Lieven van Lathem, 1464 (The J. Paul Getty Museum, Los Angeles, Ms. 111)

Ludwig war – nach Philipp dem Guten – der zweitgrößte Auftraggeber und Sammler von Buchmalerei aus den besten flämischen Werkstätten. Seine Sammlung hat etwa 190 Bände umfasst, zumeist weltlichen Inhalts. In mehreren dieser Bücher – nicht jedoch in anderen Abschriften dieser Werke – sind wohl Miniaturporträts von ihm eingearbeitet worden. Ludwig ahmte als Patron der Künste die Praxis seines Herren nach. Vermutlich begann er seine Sammlung in den mittleren 1460er Jahren, wobei die meisten seiner Aufträge aus den 1470er Jahren datieren. Ein wichtiger Auftrag war um 1464 die Illustration der Abenteuer des Gillion de Trazegnies durch den Maler Lieven van Lathem.
In den frühen 1470er Jahren entstand die vierbändige Ausgabe der Chronik des Froissart (BnF Fr 2643-6) mit 112 Miniaturen, die von den besten Künstlern Brügges stammen, darunter Loiset Lyédet, dem die Miniaturen in den ersten beiden Bänden zugeschrieben werden. Die anderen beiden Bände wurden von den namentlich nicht bekannten Künstlern illuminiert, die heute als Meister Antons von Burgund, Meister Margaretes von York und Meister des Dresdener Gebetbuches (um 1450 - um 1520) (als Assistent) bekannt sind.
Viele dieser Werke gingen später in den Besitz des französischen Königs Ludwig XII. über und befinden sich heute in der Bibliothèque nationale de France.
Das Gruuthuse-Manuskript mit umgangssprachlicher Lyrik gehörte der belgischen Adelsfamilie Caloen aus Koolkerke bei Brügge, bis es im Februar 2007 an die Königliche Bibliothek der Niederlande in Den Haag verkauft wurde. Ein anderes Manuskript, die Buße Adams von 1472, wurde Ludwig von Colard Mansion, dem berühmten Schreiber aus Brügge gewidmet.

## Groothusepalais

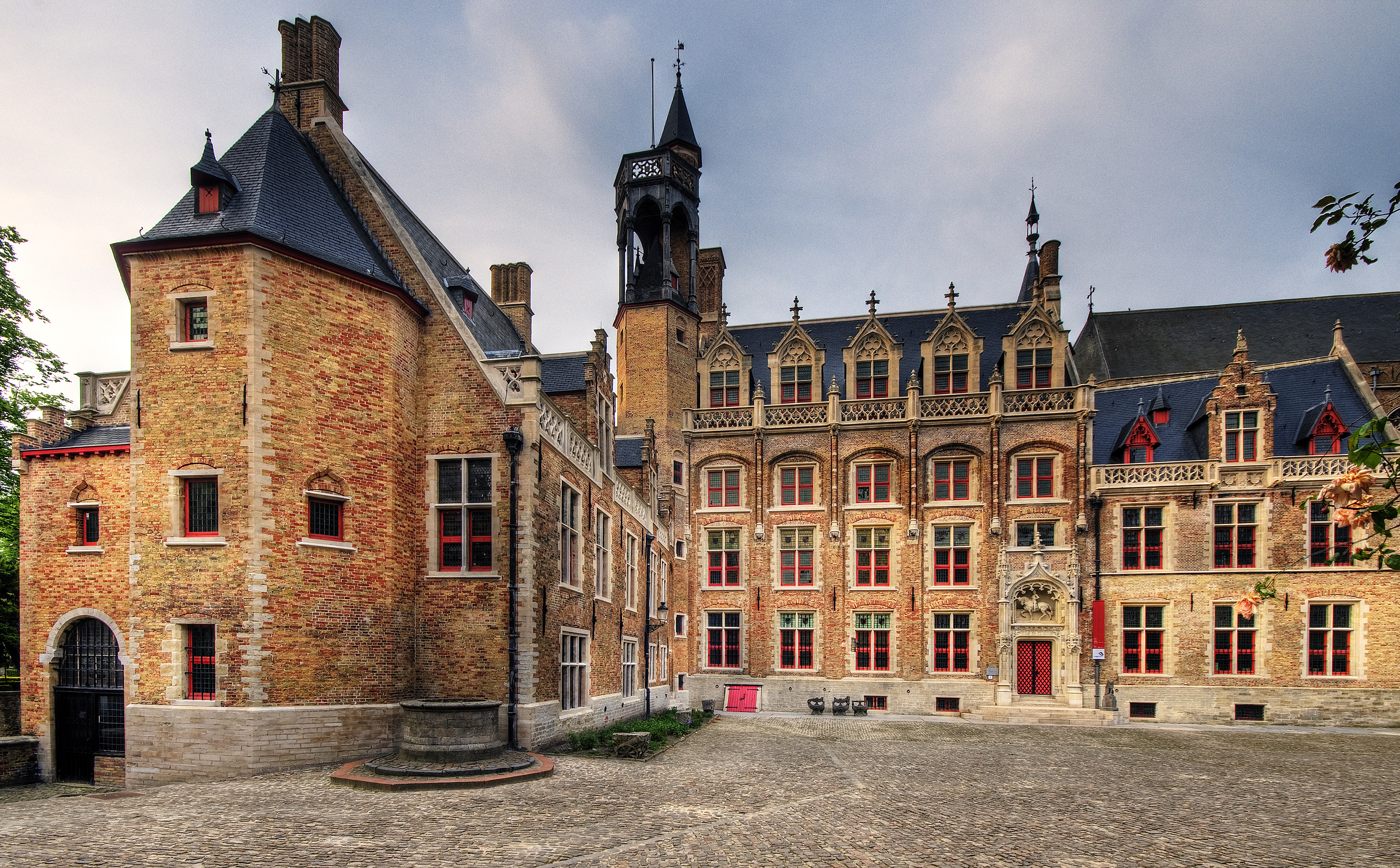
Stadtpalais des 15. Jhs. der Familie in Brügge, heute das Gruuthusemuseum

Ludwig war der bekannteste Bewohner des Groothusepalais. Die Familie baute Anfang des 15. Jahrhunderts ihren alten Grut-Speicher zu einem luxuriösen Stadtpalast um. Später lässt Ludwig einen Südflügel mit Andachtskapelle mit Verbindung zur  Liebfrauenkirche anbauen.

## Familie
Aus seiner Ehe mit Margarete von Borsselen, Tochter des Heinrich II. von Borsselen, hatte er acht Kinder:
1. Ludwig (Louis), † 1461
2. Johann V. (Jean V.), † 1512, 2. Earl of Winchester (bis 1500), Fürst von Steenhuise, 1489 Seneschall von Anjou, 1498 Großmeister der Armbrustschützen von Frankreichs, 1499 Kapitän des Louvre, 1504 Generalleutnant und Gouverneur der Picardie
3. Johann (Jean), † 1509, Herr von Avelgem, Seneschall von Anjou; ⚭ Louise de Nesle, Erbtochter von Jean IV., Seigneur d‘Offemont (Haus Clermont)
4. Margareta
5. Johanna, † 1502; ⚭ Jakob II. Graf von Horn, † 1530 (Haus Horn)
6. Maria; ⚭ Adrian II. Herr zu Kruiningen, Burggraf von Seeland (Haus Kruiningen)
7. Philippine
8. Johanna; ⚭ Johann III. von Ghistelles